# لینگتی
لینگتی (به لاتین: Lingti) یک شهرک در جمهوری خلق چین است که در Lhari County واقع شده‌است. لینگتی ۱٬۱۰۰ نفر جمعیت دارد.